# 울피아 트라이아나 사르미제게투사
콜로니아 울피아 트라이아나 아우구스타 다키카 사르미제게투사(Colonia Ulpia Traiana Augusta Dacica Sarmizegetusa)는 로마의 다키아 속주의 수도이자 가장 큰 도시이며, 이후 40km 떨어진 지점에 있는 옛 다키아의 수도 명칭을 따 '울피아 트라이아나 사르미제게투사'로 이름 붙여졌다. 마케도니카 제5군단의 주둔지 터에 지어진, 이 도시는 다키아 전쟁에 참전했던 퇴역병들이 정착했다. 건립된 일찍이 '콜로니아' 및 '이탈리아 법' 지위를 부여 받았다. 30 헥타르 (74 ac; 0.12 mi2) 영역에, 20,000명과 25,000명 사이의 인구 및 강력한 요새 시설을 갖췄던, 울피아 트라이아나는 2세기와 3세기에 로마의 다키아 속주의 정치적, 행정적, 종교적 중심지이었다.
울피아 트라이아나는 고트족의 침입으로 파괴되고 말았으며, 오늘날 도시의 흔적들은 부분적으로 보존된 포룸, 원형극장, 신전들의 일부분 등이 남아있다.

## 역사

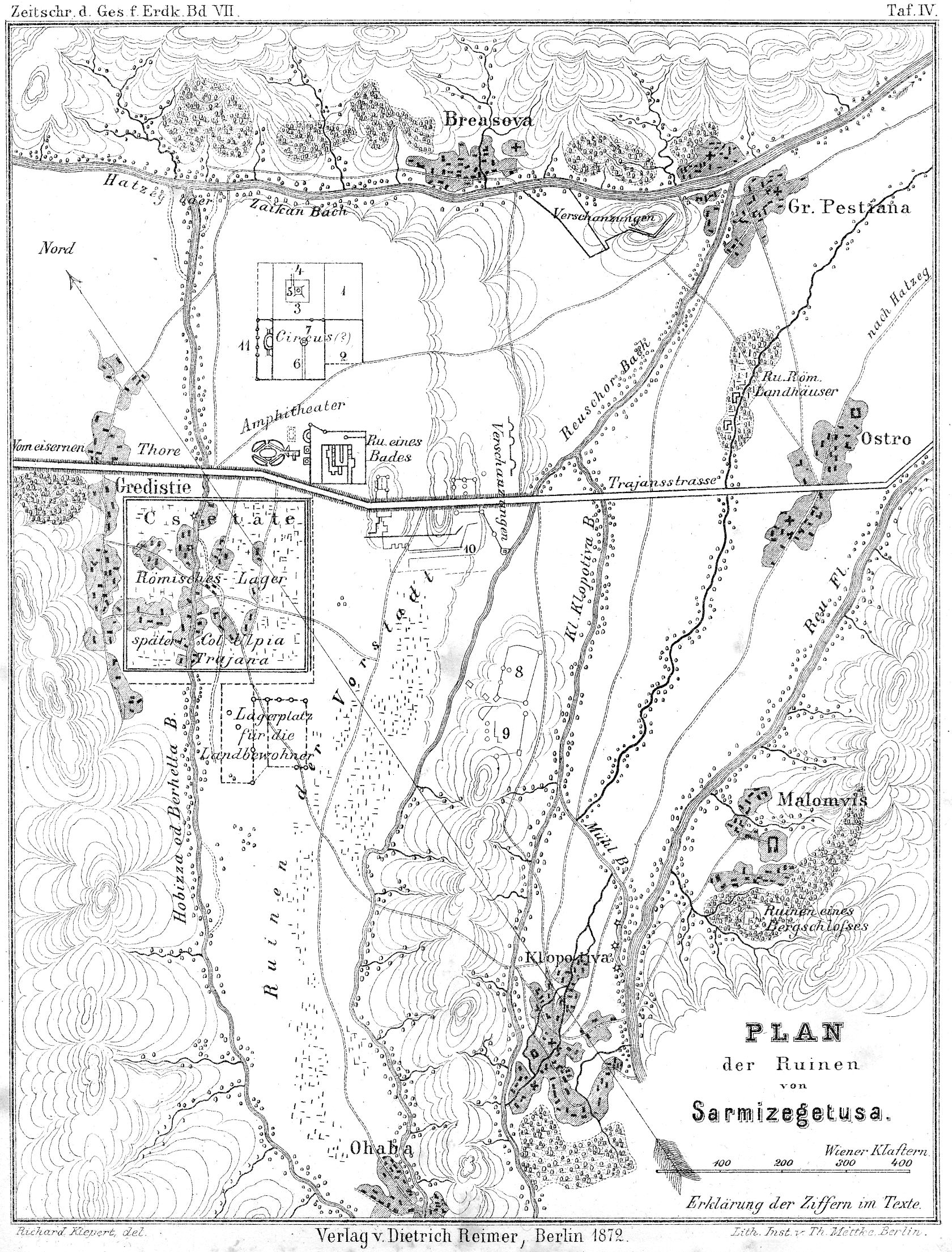
도시의 평면도

도시가 세워졌던 정확한 시기는 알려져 있지 않다. 누군가는 최초의 취락이 106-107년 사이에 세워졌다고 하며, 또 어느 누군가는 108-110년 사이라고 한다. 그렇지만, 14세기가 시작할 무렵 그러디슈테라는 마을에서 발견된 한 비문으로 인해, 다키아 정복 후에 몇 년 안에 세워졌다는 것이 알려졌다. 발견된 비문에는 "거룩하신 네르바의 아드님이신 카이사르 네르바 트라야누스 아우구스투스 황제의 명으로, 다키아의 총독 데키무스 테렌티우스 스카우리아누스가 세웠다."라고 적혀있다.
로마에선, 이곳의 식민지 건설은 원로원의 명으로 트라야누스 황제에게 헌정된, 주화를 발행하며 기념되었다.
하드리아누스 황제 시기, 콜로니아 울피아 트라이아나 아우구스타 다키카 사르미제게쿠사로 명칭이 개칭되었다. 222년과 235년 사이, 메트로폴리스라 칭해졌다. 이곳의 명칭은 석제 비문에서 발견되었으며, "콜로니아 울피아 트라이아나 아우구스타 다키카 사르미제게투사에서 황제의 프라이토르로 활동하는 가이우스의 아들, 가이우스 아리우스 콰드라투스를 위하여."라고 적혀있다. 가이우스 아리우스 안토니누스는 ‘레가투스 프로 프라이토레’라는 지위를 지녔으며, 이는 로마 제국의 일부 황제 속주들의 관리자들의 공식 직위였다.

## 위치
울피아 트라이아나 사르미제게투사는 바나트와 트란실바니아 사이의 길목인 타파이 (오늘날에는 트란실바니아의 철문이라고 알려짐)에서 8km 떨어진 지점에 세워졌다. 이 위치 선정은 남쪽에는 레테자트산맥 및 북쪽에는 포이아나루스커산맥이 제공하는 자연 방벽이 준 군사적 경제적 이점을 근거로 한 것이었다. 메트로폴리스 영역은 티비스쿰에서 미키아 그리고 지우강까지 뻗어 있었으며, 티비스쿰, 폰스 아우구스티, 미키아, 붐베슈티의 카스트라 등 몇몇 카스트라들의 보호를 받았다,
이 도시는 다뉴브 지역 북쪽의 포롤리숨과 연결된 다뉴브에서 시작된 로마 제국의 도로가 지나갔다.

## 유적지
현재, 울피아 트라이아나 사르미제게투사의 유적지는 다음의 유적들이 있다:

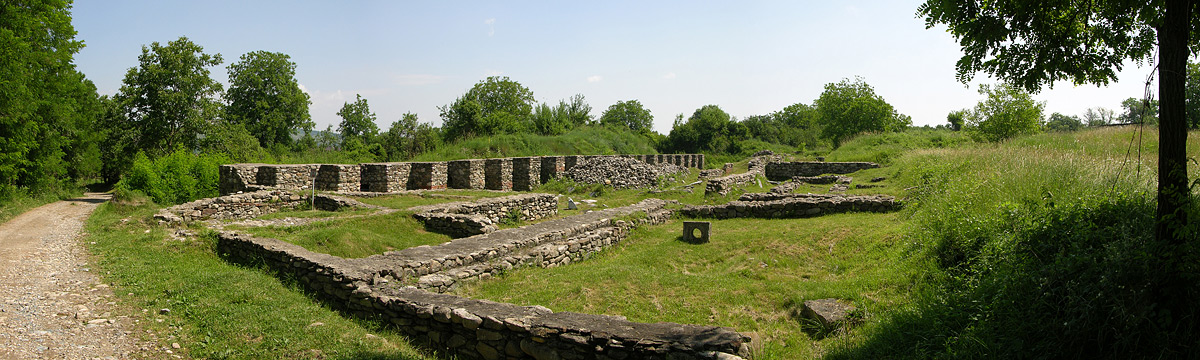
도무스 프로쿠라토리스 파노라마 시점

- 원형극장
- 검투사 학교
- 네메시스 신전
- 리베르 파테르 신전
- 아이스쿨라피우스와 히기에이아 신전
- 바실리카 신전
- 미트라 신전
- 팔미라인들의 신전
- 대신전
- 실바누스 신전
- 유리 세공사들의 작업장
- 호레움
- 프로쿠라토르 관사
- 공중목욕탕
- 포룸

## 갤러리

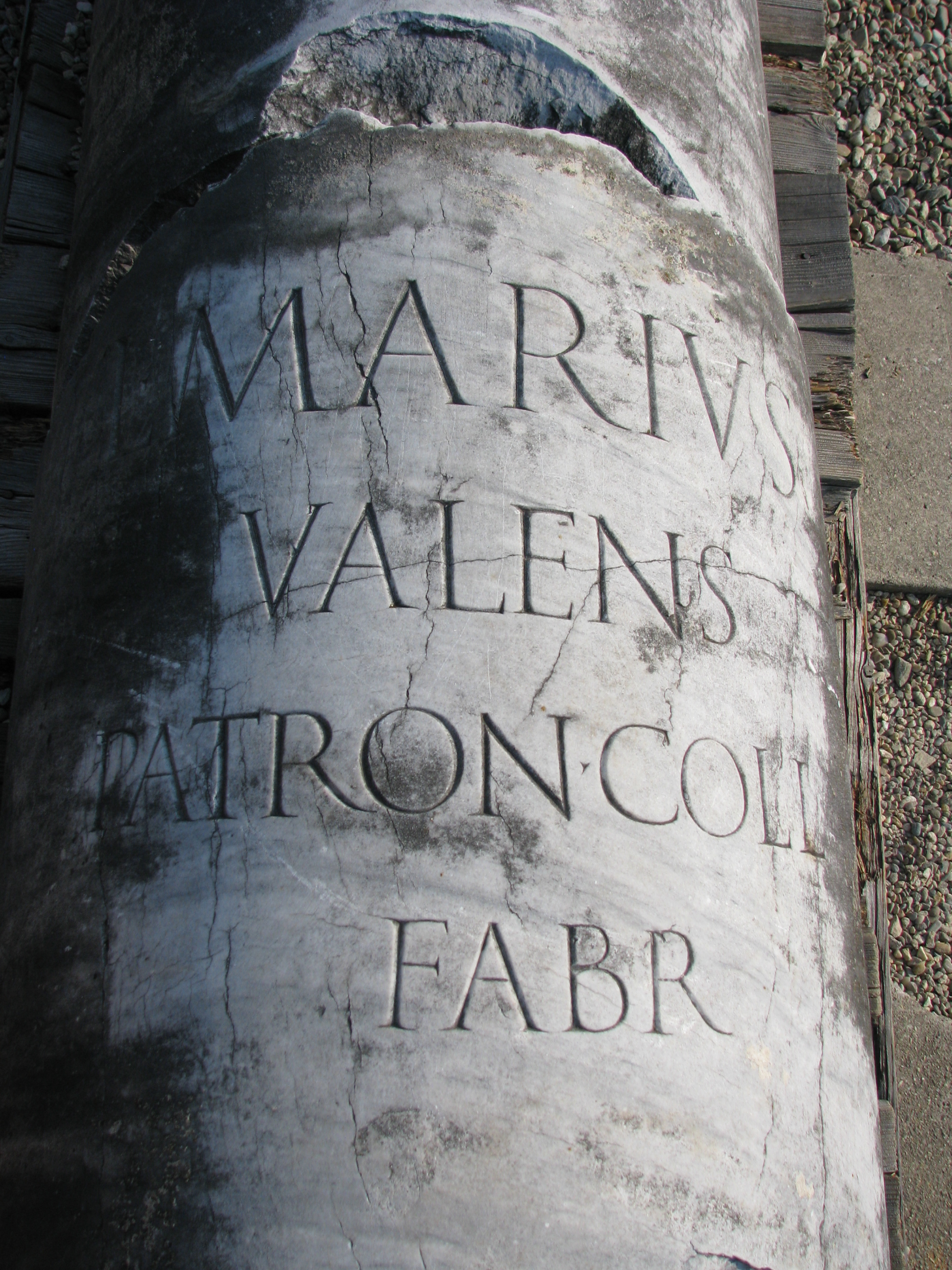
포룸 기둥의 비문
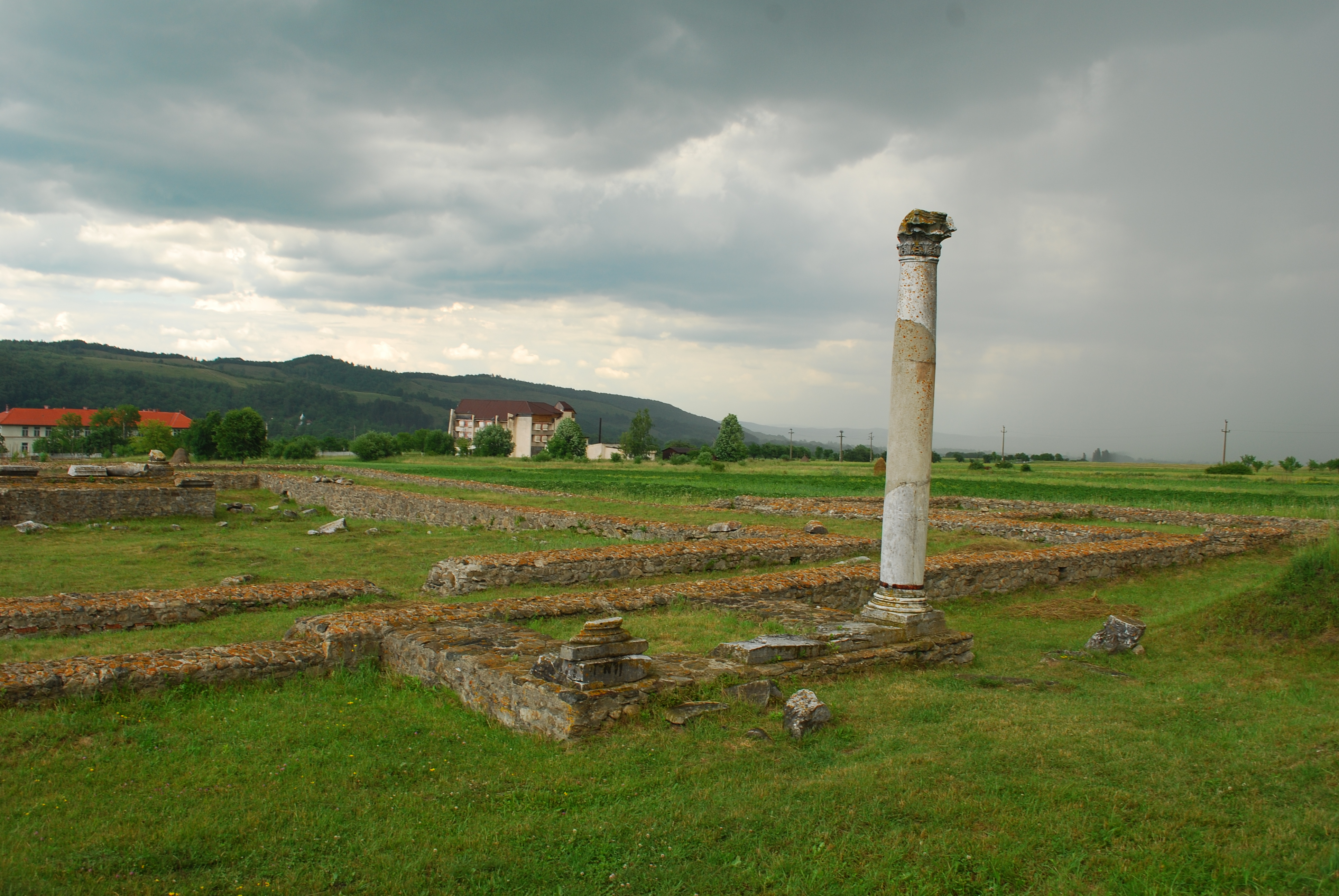
대신전
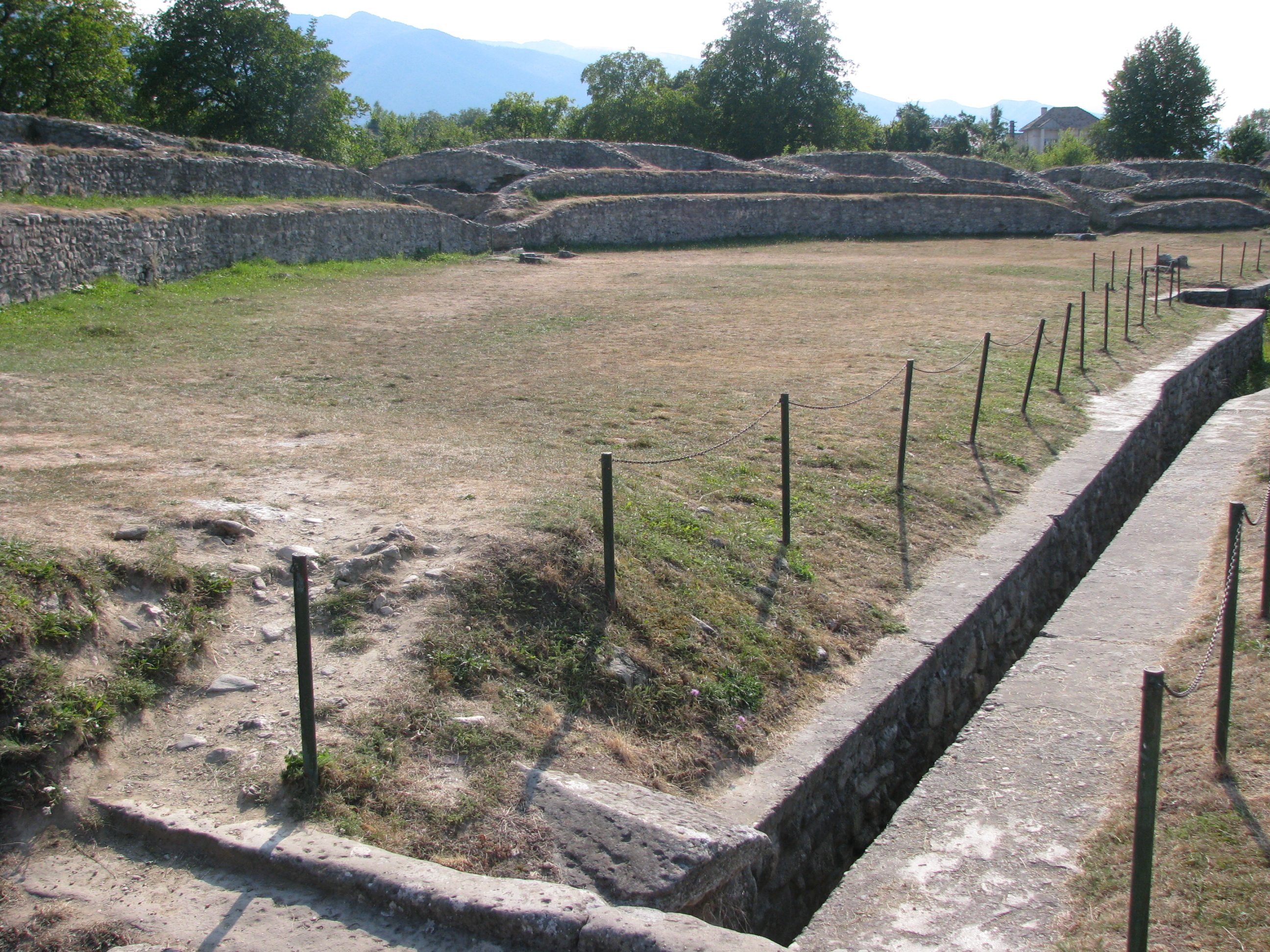
원형극장
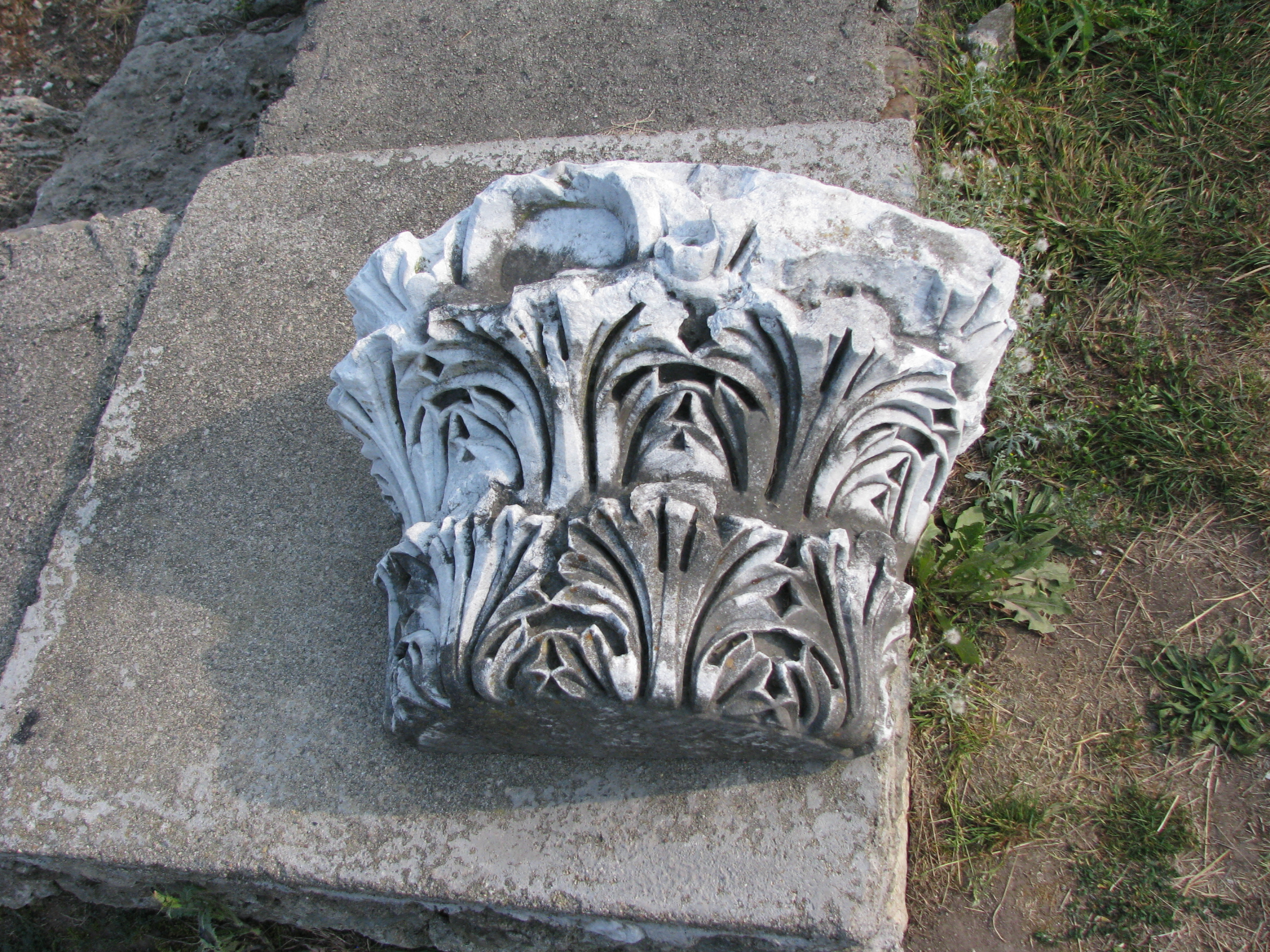
기둥 장식
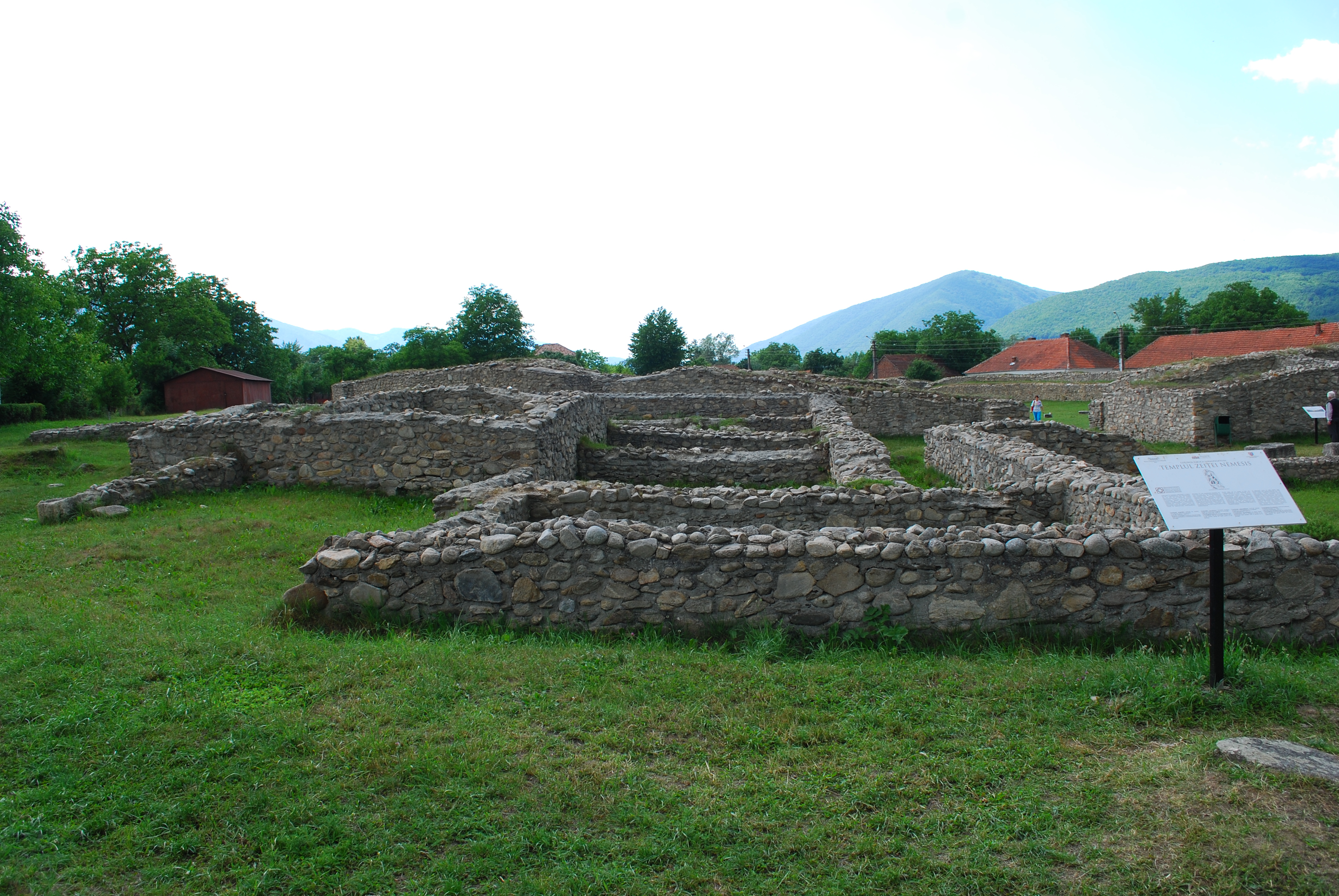
네메시스 신전
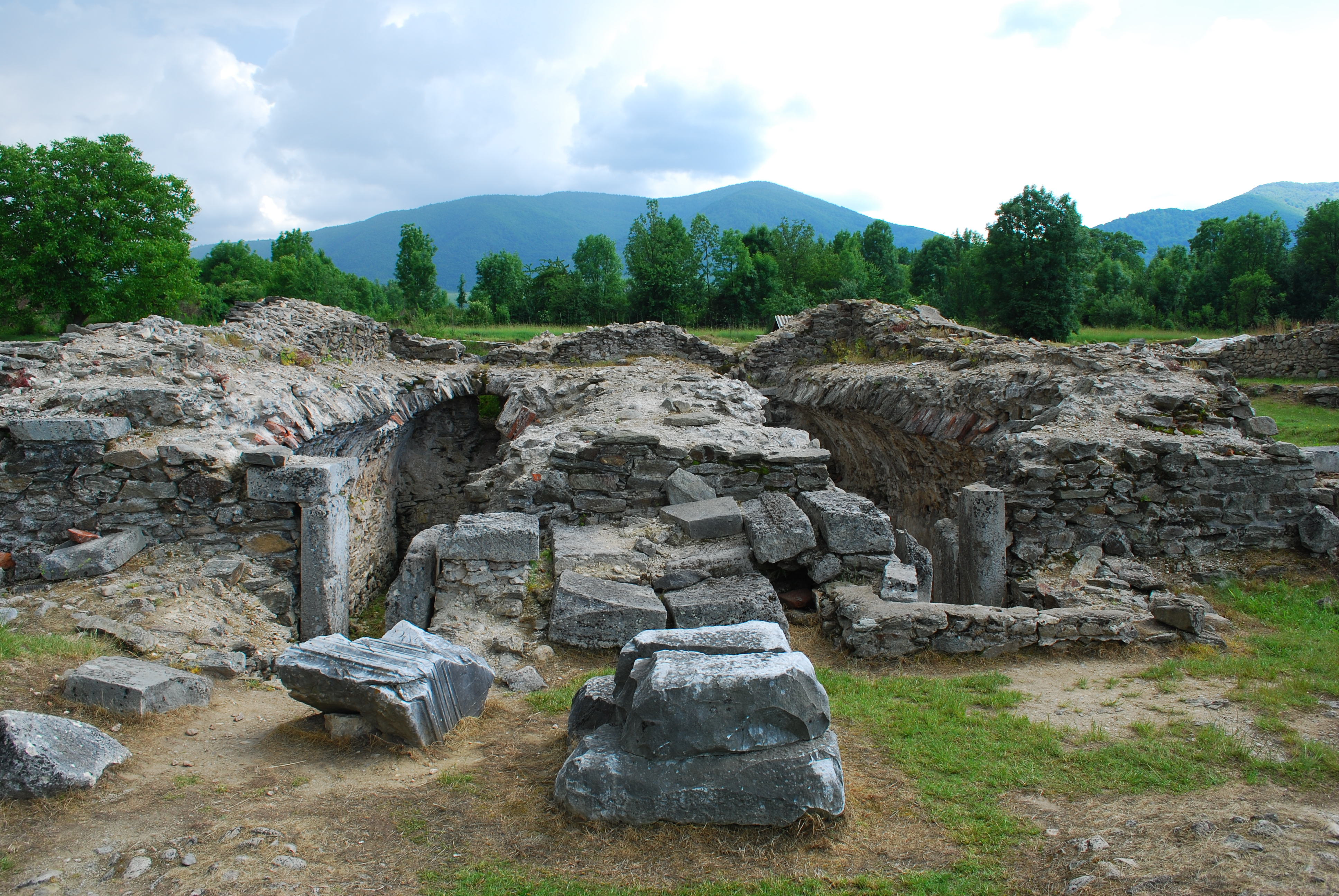
쿠리아
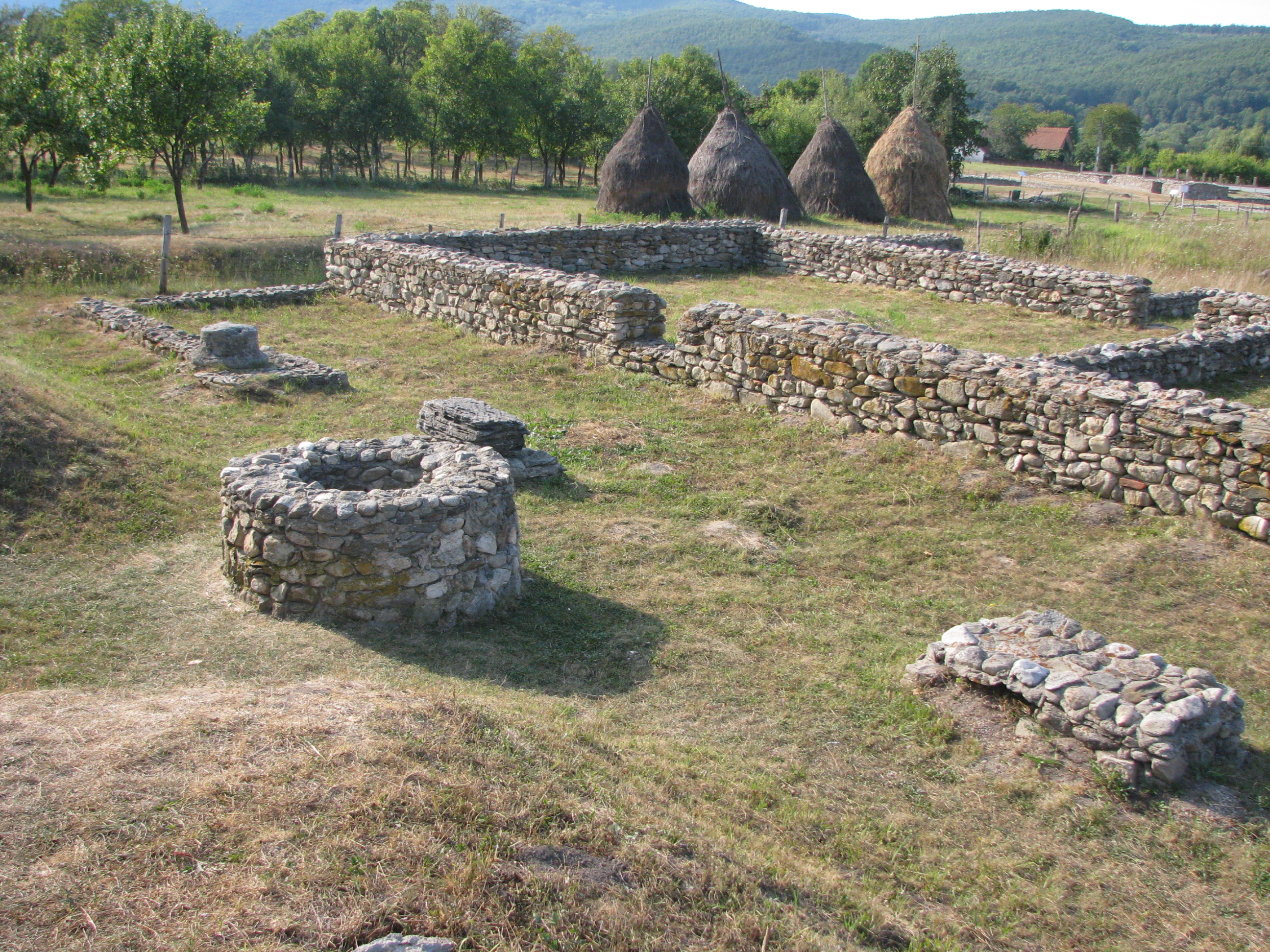
유리 세공업장
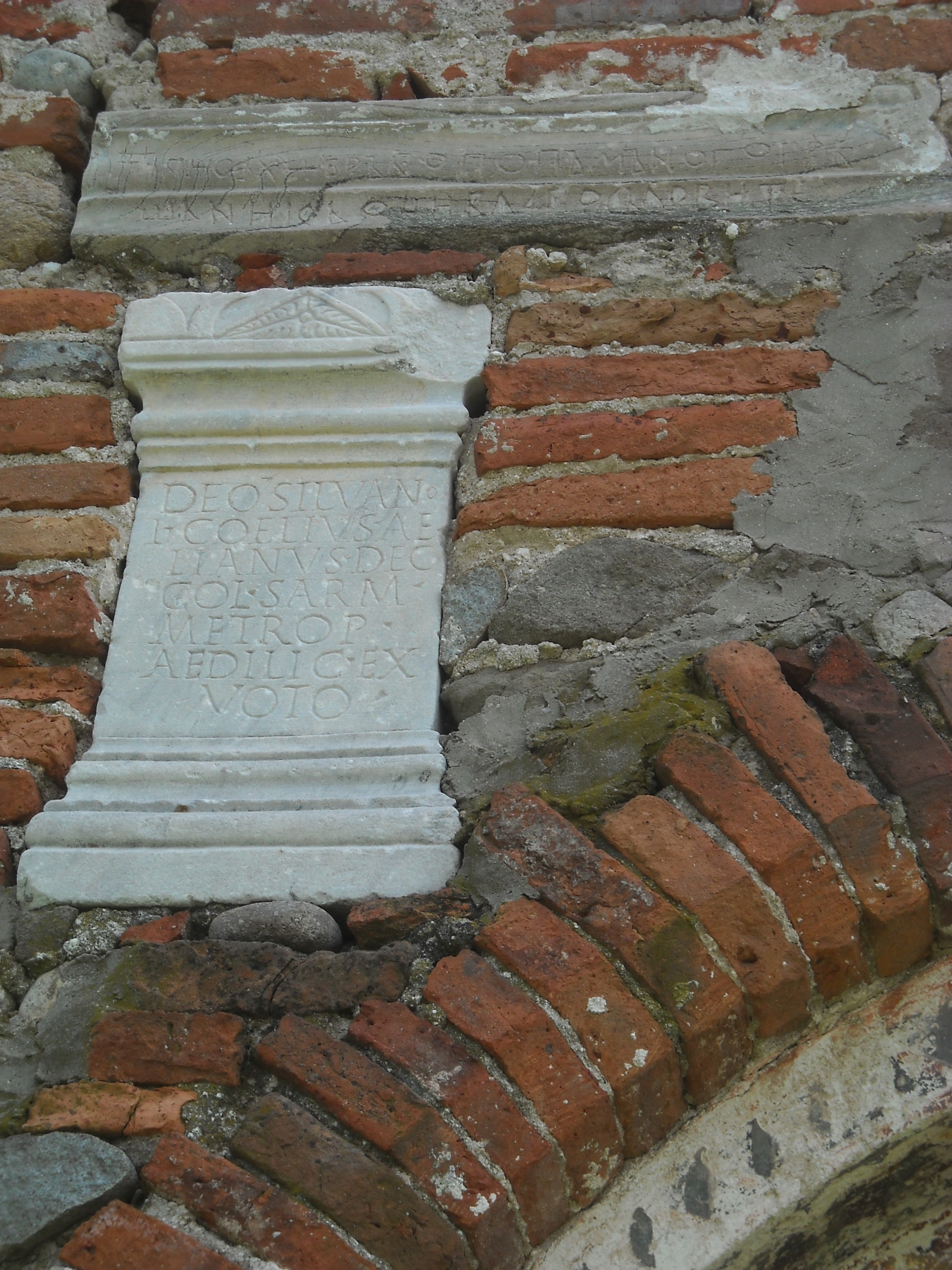
정교회의 교회당에 지어진, 로마의 타블릿]].
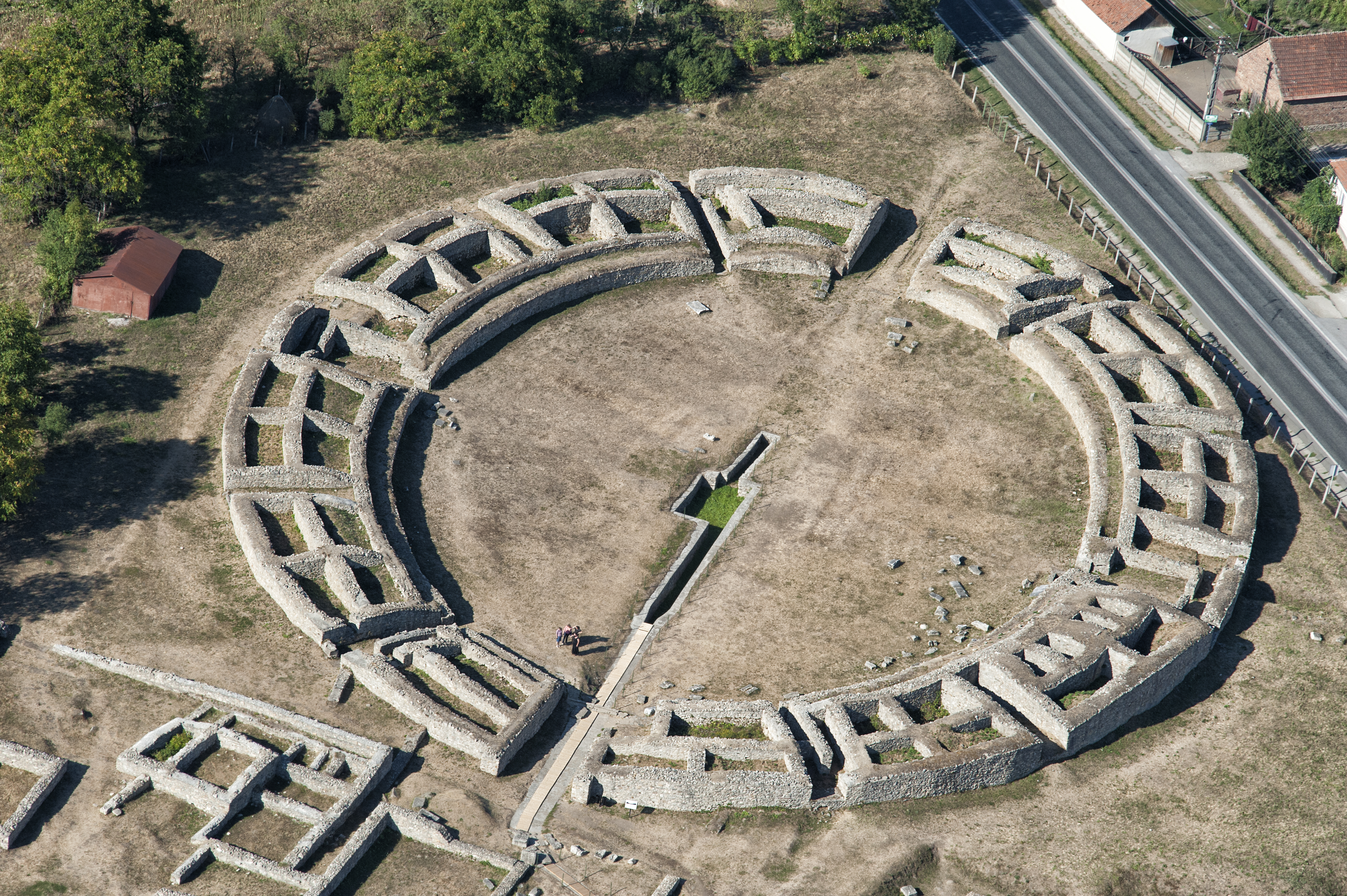
공중 시점